# Ніко Ковач
Ніко Ковач (хорв. Niko Kovač, МФА: [niːko koʋaːtʃ], нар. 15 жовтня 1971, Західний Берлін) — хорватський футболіст, півзахисник. Нині — тренер. Старший брат іншого відомого хорватського футболіста, Роберта Ковача.
Насамперед відомий виступами за клуби «Герта» та «Баєр 04», а також за національну збірну Хорватії.
Чемпіон Німеччини. Володар Кубка Німеччини.

## Клубна кар'єра
Народився 15 жовтня 1971 року у Західному Берліні у родині гастарбайтерів, які приїхали з міста Ливно (Боснія і Герцеговина). Вихованець футбольної школи клубу «Рапід-Веддінг».
У дорослому футболі дебютував у 1989 році виступами за команду клубу «Герта» (Целендорф), в якій провів два сезони, взявши участь у 25 матчах чемпіонату.
Своєю грою за цю команду привернув увагу представників тренерського штабу клубу «Герта», до складу якого приєднався у 1991 році. Відіграв за берлінський клуб наступні п'ять сезонів своєї ігрової кар'єри. Більшість часу, проведеного у складі «Герти», був гравцем в основному складі команди.
У 1996 році уклав контракт з клубом «Баєр 04», у складі якого провів наступні три роки своєї кар'єри гравця. Граючи у складі «Баєра», здебільшого виходив на поле в основному складі команди.
Згодом з 1999 до 2006 року грав у складі команд клубів «Гамбург», «Баварія» та «Герта». Протягом цих років виборов титул чемпіона Німеччини, став також володарем Кубка Німеччини.
Завершив професійну ігрову кар'єру в австрійському клубі «Ред Булл», за команду якого виступав протягом 2006—2009 років.

## Виступи за збірну
У 1996 році дебютував в офіційних матчах у складі національної збірної Хорватії. Протягом кар'єри у національній команді, яка тривала 14 років, провів у формі головної команди країни 83 матчі, забивши 15 голів.
У складі збірної був учасником чемпіонату світу 2002 року в Японії і Південній Кореї, чемпіонату світу 2006 року у Німеччині, а також чемпіонату Європи 2008 року в Австрії та Швейцарії.

## Тренерська робота
Завершивши 2009 року ігрову кар'єру у зальцбурзькому «Ред Буллі», залишився в системі цього австрійського клубу, почавши працювати тренером в його академії. За два роки, у 2011, став помічником головного тренера основної команди клубу.
В січні 2016 року був призначений головним тренером молодіжної збірної Хорватії. Хорватська «молодіжка» під керівництвом Ковача здобула три перемоги у трьох матчах.

### Збірна Хорватії
17 жовтня 2013 року президент Хорватського футбольного союзу Давор Шукер оголосив, що протягом наступних двох років Ковач очолюватиме тренерський штаб національної збірної Хорватії. На чолі головної збірної Ковач вирішив завдання кваліфікації до фінальної частини чемпіонату світу 2014 року через стикові ігри. На самому мундіалі балканці потрапили до Групи А, в якій не змогли уникнути поразок від збірної Мексики і господарів турніру бразильців. Загалом роботу Ковача зі збірною було оцінено задовільно, тож він продовжив працювати з національною командою.
Наступним для хорватів відбірковим циклом стала кваліфікація до Євро-2016. По ходу групового турніру збірна Хорватії йшла серед лідерів, утім на початку вересня 2015 провела два провальних матчі, в яких хорвати спочатку не змогли здобути перемогу над скромною збірною Азербайджану (0:0), а за декілька днів зазнали поразки від прямих конкурентів за вихід до фінальної частини турніру норвежців (0:2). Після другої гри Ніко Ковача було звільнено, а завдання виходу до фінальної частини Євро для хорватів ускладнилося, адже крім власних результатів їм довелося сподіватися на перемогу збірної Італії над Норвегією.

### «Айнтрахт»
8 березня 2016 року був призначений головним тренером франкфуртського «Айнтрахта», який боровся за виживання в німецькій Бундеслізі. За час, що лишався до завершення сезону 2015/16 очолювана Ковачем команда видала декілька гарних ігор, зокрема здолавши з рахунком 1,0 одного з лідерів першості дортмундську «Боруссію», проте не змогла піднятися вище 16-го місця підсумкової турнірної таблиці. Ця позиція передбачала участь у стикових матчах за право продовження виступів у Бундеслізі, і в цих матчах «Айнтрахт» виявився сильнішим за «Нюрнберг», зберігши за собою місце в елітному дивізіоні щонайменше ще на один сезон.

### «Баварія»
13 квітня 2018 підписав 3-річний контракт з мюнхенською «Баварією», ставши головним тренером клубу з 1 липня 2018 року. У сезоні 2018/19 «Баварія» стала чемпіоном Бундесліги. Команда вибула зі змагань Ліги чемпіонів на стадії 1/8 фіналу після програшу «Ліверпулю».
Звільнений 3 листопада 2019 року після розгромної поразки команди (1:5) у грі проти «Айнтрахта» 2 листопада в матчі 10-го туру Бундесліги.

### «Монако»
19 липня 2020 року Ніко Ковач підписав 3-річний контракт з «Монако». 1 січня 2022 року звільнений з «Монако».

### «Вольфсбург»
24 травня 2022 року призначений головним тренером «Вольфсбурга».

### «Боруссія» (Дортмунд)
4 лютого 2025 року відбулась офіційна презентація Ніко Ковача як головного тренера футбольного клубу «Боруссія» (Дортмунд).

## Титули і досягнення
Гравець
- Чемпіон Німеччини (1):

Баварія: 2002-03
- Володар Кубка Німеччини (1):

Баварія: 2002-03
- Володар Міжконтинентального кубку:

2001
- Фіналіст Суперкубка Європи:

2001
- Чемпіон Австрії (2):

«Ред Булл»: 2006-07, 2008-09
Тренер
- Володар Кубка Німеччини (2):

«Айнтрахт» (Франкфурт-на-Майні): 2017-18
«Баварія»: 2018-19
- Володар Суперкубка Німеччини (1):

«Баварія»: 2018
- Чемпіон Німеччини (1):

Баварія: 2018-19